# Marutea Sud
Marutea Sud is een atol in de Tuamotuarchipel dat bestuurlijk hoort tot gemeente Gambier. Marutea Sud ligt 1470 km ten oosten van Tahiti. Het eiland is 20 km lang en 8 km breed en heeft een oppervlakte van 14 km². De lagune van het eiland heeft een oppervlakte van 112 km².

## Geschiedenis
Marutea Sud zou al op 4 februari 1606 door de Spaanse zeevaarder Pedro Fernandes de Queirós zijn beschreven en daarmee het eerste door een Europeaan ontdekte eiland zijn binnen de Tuamotuarchipel.
In de negentiende eeuw kwamen de Fransen en werd het eiland een van de belangrijkste producenten van pareloesters. Sinds de jaren 1980 worden pareloesters zorgvuldig gekweekt en worden de zogenaamde zwarte parels geëxporteerd via handelaren op Tahiti. Er zijn drie nederzettingen op het eiland, twee in het noorden en één in het zuiden. Er wonen 104 mensen permanent, maar in bepaalde seizoenen waarin de parels geoogst worden komen mensen van naburige eilanden daar werken. In het noorden ligt een kleine luchthaven met een start- en landingsbaan van 1400 m, daarmee worden volgens cijfers uit 2019 jaarlijks 1500 passagiers vervoerd en zijn er 250 vluchten.

## Ecologie
Op het eiland komen 40 vogelsoorten voor waaronder acht soorten van de Rode Lijst van de IUCN waaronder het witkeelstormvogeltje (Nesofregetta fuliginosa) en de endemische tuamotustrandloper (Prosobonia parvirostris).